# Émile Leva
Émile Leva (* 13. Dezember 1931 in Oupeye-Vivegnis) ist ein ehemaliger belgischer Mittelstreckenläufer.
Bei den Olympischen Spielen 1956 in Melbourne wurde er Siebter über 800 m und schied über 1500 m im Vorlauf aus.
1958 wurde er Belgischer Meister über 800 m.

## Persönliche Bestzeiten
- 800 m: 1:49,4 min, 17. Oktober 1956, Brüssel
- 1500 m: 3:50,2 min, 1956